# Trzyotworowy Kominek przy Bańdziochu
Trzyotworowy Kominek przy Bańdziochu – jaskinia w Dolinie Kościeliskiej w Tatrach Zachodnich. Wejście do niej znajduje się w żlebie Żeleźniak, poniżej dolnego otworu jaskini Bańdzioch Kominiarski, obok Kominka przy Bańdziochu, na wysokości 1448 metrów n.p.m. Długość jaskini wynosi 5,4 metrów, a jej deniwelacja 3,2 metrów.

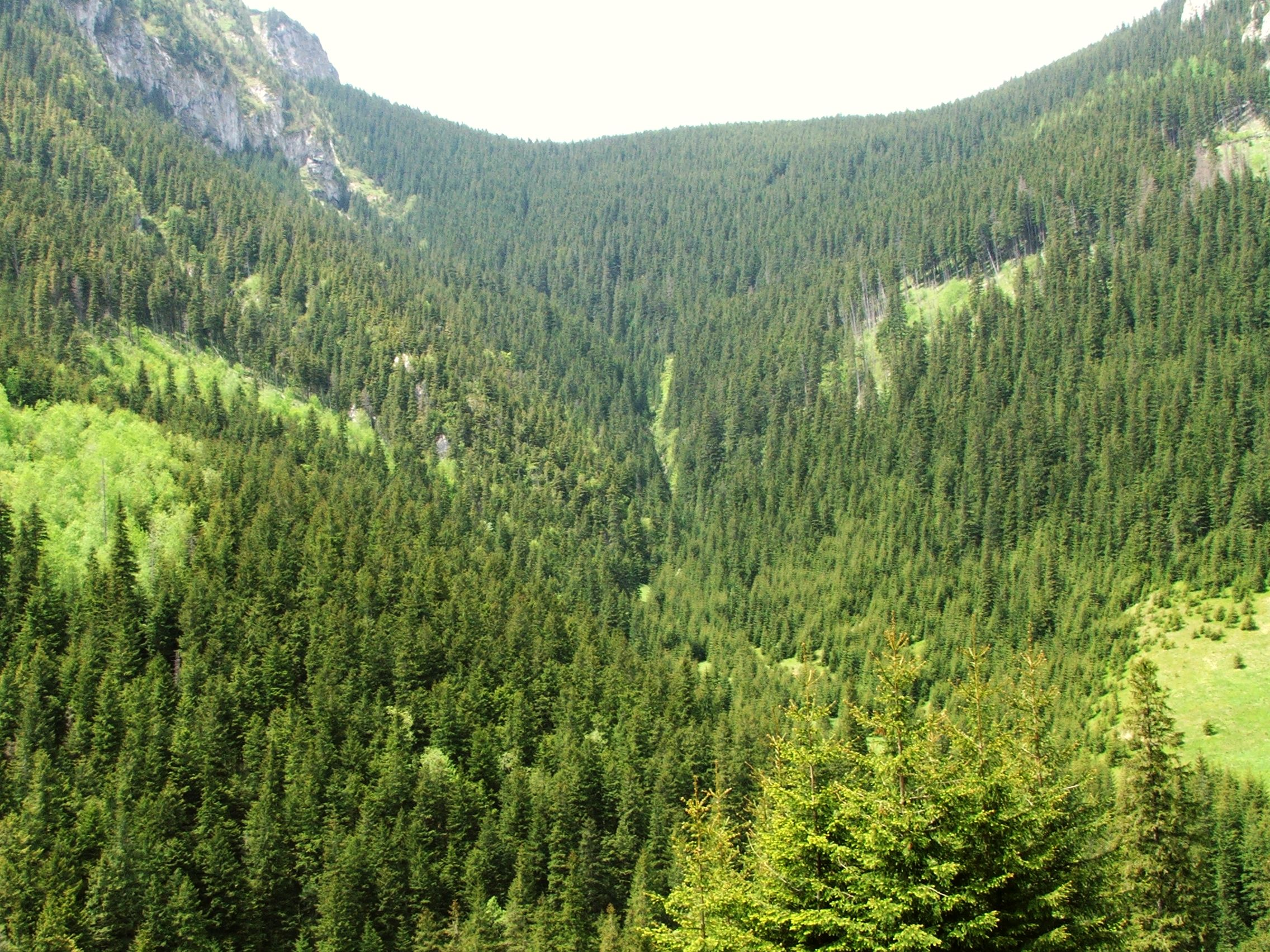
Żleb Żeleźniak widziany z Hali Pisanej

## Opis jaskini
Jaskinię tworzy idący stromo do góry, wąski korytarzyk zaczynający się w dolnym (głównym), małym i szczelinowym otworze wejściowym, a kończący kominkiem. Kominek ten prowadzi do górnego otworu wejściowego. Mniej więcej w połowie korytarzyka znajduje się środkowy otwór wejściowy.

## Przyroda
W jaskini można spotkać nacieki grzybkowe. Na ścianach rosną glony i porosty.

## Historia odkryć
Jaskinia była częścią Bańdziocha Kominiarskiego, która została odcięta przez zawalisko.
Odkryli ją prawdopodobnie Czesław Majchrowicz i Janusz Nickowski w 1968 roku równocześnie z odkryciem jaskini Bańdzioch Kominiarski. Jednak pierwszą wzmiankę o niej opublikował W. W. Wiśniewski w 1988 roku.